# Schwarzwihrberg bei Rötz
Schwarzwihrberg bei Rötz este o arie protejată (arie specială de conservare — SAC, sit de importanță comunitară — SCI) din Germania întinsă pe o suprafață de 214,81 ha, integral pe uscat.

## Localizare
Centrul sitului Schwarzwihrberg bei Rötz este situat la coordonatele 49°21′25″N 12°29′11″E / 49.3569°N 12.4864°E.

## Înființare
Situl Schwarzwihrberg bei Rötz a fost declarat sit de importanță comunitară în noiembrie 2004 pentru a proteja un număr necunoscut de specii din flora spontană și fauna sălbatică aflate în arealul zonei. Situl a fost protejat și ca arie specială de conservare în aprilie 2016.

## Biodiversitate
Situată în ecoregiunea continentală, aria protejată conține 2 habitate naturale: Păduri de fag Luzulo-Fagetum, Păduri pe pante, grohotișuri și ravene de Tilio-Acerion.
La baza desemnării sitului se află un număr nedeclarat de specii protejate.